# ميليان جوليوفيتش
ميليان جوليوفيتش (بالصربية: Миљан Гољовић) مواليد 27 أغسطس 1971، هو لاعب كرة سلة صربي سابق. بدأ مسيرته الاحترافية في سنة 1990. حمل الرقم 8. يبلغ طوله 6 قدم 8 بوصة (2.0 م). اعتزل اللعب في 2010.

## المسيرة الاحترافية
لعب مع نادي بارتيزان لكرة السلة في موسم 1992–1993، ثم لعب مع زلاتوروج لاشكو من سنة 1997 إلى 2000، ثم لعب مع أولكرسبور من سنة 2000 إلى 2003، ثم لعب مع ليتوفوس رايتس في موسم 2003–2004.

## روابط خارجية
- ميليان جوليوفيتش على موقع الاتحاد الدولي لكرة السلة (الإنجليزية)
- ميليان جوليوفيتش على موقع الدوري الأوروبي لكرة السلة (الإنجليزية)
- ميليان جوليوفيتش على موقع كرة السلة الأوروبية.كوم (الإنجليزية)
- ميليان جوليوفيتش على موقع ريلجم (الإنجليزية)
- ميليان جوليوفيتش على موقع بروبوليرز (الإنجليزية)
- ميليان جوليوفيتش على موقع سبورتس رفرنس (الإنجليزية)